# Mẹ Suốt
Mẹ Suốt, tên thật Nguyễn Thị Suốt (1908-1968), là một nữ Anh hùng Lao động trong Chiến tranh Việt Nam, người đã lái đò chở bộ đội, thương binh, đạn dược qua sông Nhật Lệ trong những năm 1964 - 1967.
Bà sinh năm 1908 tại thôn Trung Bính, xã Bảo Ninh, thị xã Đồng Hới, tỉnh Quảng Bình. Bà sinh ra trong một gia đình ngư dân nghèo, thuở nhỏ đã phải đi ở đợ suốt 18 năm. Sau Cách mạng Tháng Tám, bà mới lấy chồng, làm nghề chèo đò kiếm sống. Bà sinh ra 4 người con, 3 gái, 1 trai.
Năm 1964, sau Sự kiện Vịnh Bắc Bộ, Mỹ bắt đầu đem quân đánh phá miền Bắc. Miền đất Quảng Bình là một trong những trọng điểm đánh phá của máy bay và hải quân Mỹ, với mục đích nhằm ngăn chặn việc chi viện của miền Bắc cho lực lượng cách mạng miền Nam. Lúc đó, bà đã 58 tuổi nhưng vẫn xung phong nhận công việc chèo đò chở cán bộ, thương binh và vũ khí qua sông, giữ vững thông tin liên lạc giữa hai bờ. Kể từ đó, trong suốt những năm 1964 - 1966, bà vẫn giữ vững nhiệm vụ của mình, đã chèo hàng trăm lượt ngay cả những lúc máy bay Mỹ ném bom oanh tạc ác liệt. Bà được những người cán bộ và bà con gọi với tên quen thuộc Mẹ Suốt. Tổng cộng ước tính mỗi năm mẹ Suốt qua lại đến 1400 chuyến.
Trong Đại hội Anh hùng, chiến sĩ thi đua toàn quốc năm 1966 tổ chức ở miền Bắc, mẹ Suốt được mời tham dự. Ngày 1 tháng 1 năm 1967, bà được phong tặng danh hiệu Anh hùng ngành Giao thông vận tải trong chống Mỹ cứu nước.
Khoảng 1967-1968, khi chiến tranh trở nên càng ác liệt, bà dừng công việc lái đò, để tham gia vận chuyển lương thực. Trong một lần đi ở bến đò Bảo Ninh sơ tán ở phía nam cách bến đò cũ 3km, mẹ Nguyễn Thị Suốt mất trong một trận bom bi oanh tạc của Mỹ. Có nhiều thông tin về ngày mất, song trên bia mộ của bà, hiện đang được chôn cất tại Nghĩa trang thôn Cửa Phú, xã Bảo Ninh (nay được sáp nhập, thành phường Đồng Hới), có ghi ngày mất là ngày 22 tháng 8 năm 1968 (tuy nhiên đây rất có thể là ngày âm lịch theo phong tục, tức ngày 13 tháng 10 năm 1968 dương lịch). Sau đó bà được Nhà nước công nhận liệt sĩ.
Năm 1980, Ủy ban Nhân dân thị xã Đồng Hới đã cho dựng bia đài Mẹ Suốt nằm giữa trung tâm bến đò . Hiện nay ngay gần cầu Nhật Lệ là con đường Mẹ Suốt, là nơi đặt bức tượng mẹ Suốt. Bức tượng được khánh thành năm 2003, tác giả là nhà điêu khắc Phan Đình Tiến. 

## Gia đình
Đến tuổi lập gia đình, mẹ Suốt gật đầu làm vợ thứ cho cụ Trần Bạo. Mẹ Suốt sinh cho chồng 4 người con, 3 gái 1 trai. Mẹ cùng chồng và người vợ lớn chung sống dưới một mái nhà nên cũng coi con của vợ lớn như con mình. Ngày người vợ lớn cụ Trần Bạo qua đời vì bệnh, bà cầm tay mẹ Suốt dặn cố gắng dạy con cái nên người. Mẹ lại càng thương. Các ông Trần Thanh Bình, Trần Văn Hà, Trần Thanh Vân (con của người vợ lớn) sống lễ phép đức độ, mẹ Suốt thường dặn các con mình học tập các anh cho nên người.

## Bài thơMẹ Suốt
Tháng 11 năm 1965, nhà thơ Tố Hữu, lúc đó là Phó trưởng ban Tuyên giáo Trung ương Đảng, đến Đồng Hới, Quảng Bình. Sau khi nói chuyện với mẹ Suốt (4 tháng 11), nhà thơ đã sáng tác bài thơ nổi tiếng mang tên Mẹ Suốt. Ngay sau khi ra đời, bài thơ được đăng trên Báo Nhân dân và đã trở nên quen thuộc với công chúng, đặc biệt với hình ảnh bà mẹ Nguyễn Thị Suốt
Xuân Diệu có lần bình hai câu thơ "Ngẩng đầu mái tóc... biển tung, trắng bờ", cho đó là hình ảnh đẹp nhất của người phụ nữ Việt Nam anh hùng trong thơ ca xưa cũng như nay.
Bài thơ còn trở nên quen thuộc qua giọng ngâm của cố nghệ sĩ Châu Loan, trong đó nghệ sĩ Châu Loan đã thành công trong việc sử dụng làn điệu ca Huế trong ngâm thơ.